# 3851 Alhambra
3851 Alhambra este un asteroid din centura principală, descoperit pe 30 octombrie 1986, de Tsutomu Seki.